# Nazionale A di rugby a 15 della Scozia
La nazionale A di rugby a 15 della Scozia, o più semplicemente Scozia A, è la seconda selezione nazionale maschile di rugby a 15 della Scozia sotto la giurisdizione della Scottish Rugby Union. 
La seconda squadra nazionale scozzese nacque come formazione sperimentale senza l'assegnazione del cap internazionale, talvolta sotto la denominazione di impropria di Scozia XV venne schierata una seconda formazione o una squadra composta anche da giocatori non internazionali. Tuttavia, l'esordio internazionale ufficiale della Scozia A ebbe luogo nel 1990 a Siviglia, in Spagna, contro la nazionale spagnola; test match nel quale gli scozzesi si imposero per 39 a 7.
Nel 1995 la seconda selezione nazionale venne inviata in Zimbabwe per disputare un tour costituito da quattro incontri non ufficiali dal 31 maggio al 10 giugno, contro: nazionale zimbabwese, due incontri, nazionale zimbabwese B e selezione della regione del Mashonaland, mentre la nazionale maggiore scozzese era impegnata a disputare la celebre Coppa del Mondo in Sudafrica; la Scozia A si aggiudicò tutti e quattro gli incontri disputati.
Oltre che misurarsi con altre squadre "A" di Paesi con nazionali Tier 1, negli anni la Scozia A venne utilizzata a livello internazionale per opporsi alle nazionali Tier 2, talvolta Tier 3, e nei test match di contorno con nazionali in tour in Scozia ed Europa.
Nel corso degli anni duemila la selezione partecipò ad alcuni incontri di categoria, tra nazionali "A", nell'ambito del Sei Nazioni; mentre, nella seconda metà degli anni duemila prese parte a tre edizioni consecutive della Churchill Cup, dal 2006 al 2008, una competizione minore organizzata dall'International Rugby Board con la stretta collaborazione di Inghilterra, Canada e Stati Uniti; la Scozia A arrivò due volte in finale abdicando a New Zealand Māori ed England Saxons. Successivamente, nel 2009 e 2010 disputò la Nations Cup, un'altra competizione minore organizzata dall'IRB con lo scopo di far crescere le nazionali Tier 2 e allo stesso tempo dare modo alle altre federazioni di testare le proprie seconde squadre nazionali; la Scozia A si aggiudicò l'edizione 2009 vincendo tutti e tre gli incontri in programma con Russia, Uruguay e Francia A.

## Palmarès
- Nations Cup: 1
2009